# (143649) 2003 QQ47
(143649) 2003 QQ47 to planetoida z grupy Apollo należąca do obiektów NEO i PHA.

## Odkrycie
Została odkryta 24 sierpnia 2003 roku w programie LINEAR, nazwa planetoidy jest oznaczeniem tymczasowym.

## Orbita
(143649) 2003 QQ47 okrąża Słońce w ciągu 1 roku i 47 dni w średniej odległości 1,08 j.a.
Po jej odkryciu oszacowano prawdopodobieństwo zderzenia z Ziemią w dniu 21 marca 2014 roku na 1:250.000. Planetoida otrzymała 1 punkt w skali Torino. Późniejsze, dokładniejsze wyliczenia orbity wykluczyły możliwość zderzenia z Ziemią. (143649) 2003 QQ47 ma średnicę ok. 1,240 km oraz masę 2,0×1012 kg. Gdyby uderzyła w naszą planetę potencjalna siła wybuchu wyniosłaby 350.000 megaton TNT powodując globalne zniszczenia.